# Pseudotsuga macrocarpa
Pseudotsuga macrocarpa är en tallväxtart som först beskrevs av George Vasey och som fick sitt nu gällande namn av Heirich Mayr.
Pseudotsuga macrocarpa ingår i släktet douglasgranar och familjen tallväxter. Inga underarter finns listade i Catalogue of Life.
Arten förekommer i kulliga områden och i bergstrakter i södra Kalifornien. Den växer i regioner som ligger 275 till 2450 meter över havet. Pseudotsuga macrocarpa hittas oftast på västra sluttningar mot havet. Vädret i regionen är varmt med fuktiga vintrar och torra somrar. Årsnederbörden varierar mellan 500 och 1 500 mm.
På bergstrakternas toppar bildas oftast barrskogar tillsammans med Pinus jeffreyi, gultall, Pinus coulteri och coloradogran. Dessutom ingår buskar som Ceanothus cordulatus och Arctostaphylos patula. I lägre områden förekommer även blandskogar med arter av eksläktet.
Arten kan i viss mån uthärda skogsbränder. Trots allt behövs ett fungerande brandförsvar för att bevara arten på grund av den begränsade utbredningen. Pseudotsuga macrocarpa förekommer sällsynt i botaniska trädgårdar utanför USA. Arten skulle vara lämplig för regioner med liknande väderförhållanden som Medelhavsregionen, samt delar av Australien och Nya Zeeland. IUCN kategoriserar arten globalt som nära hotad.

## Bildgalleri

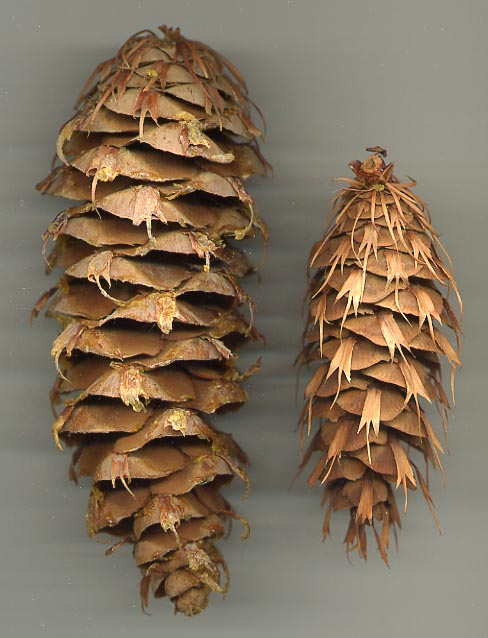
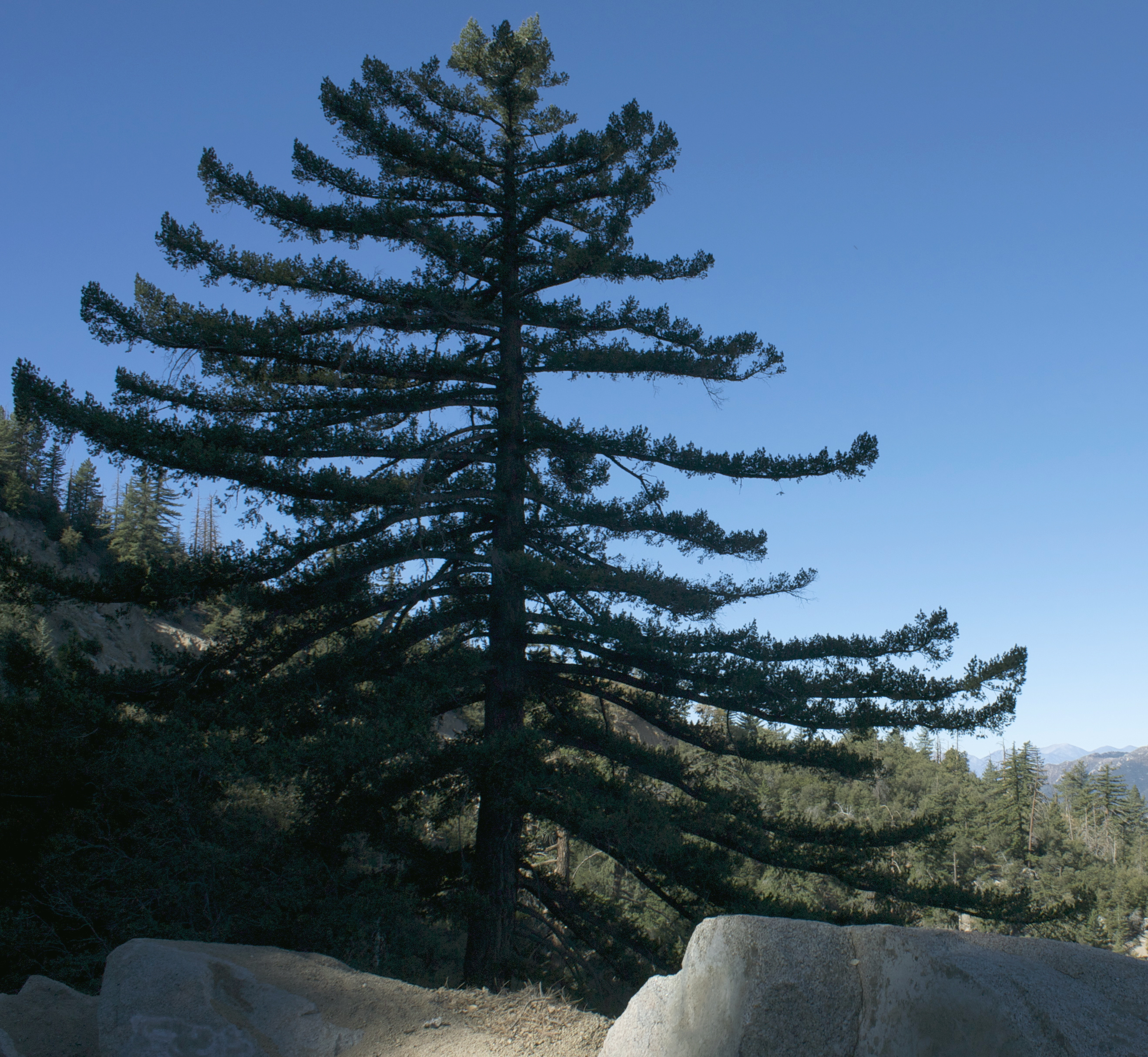
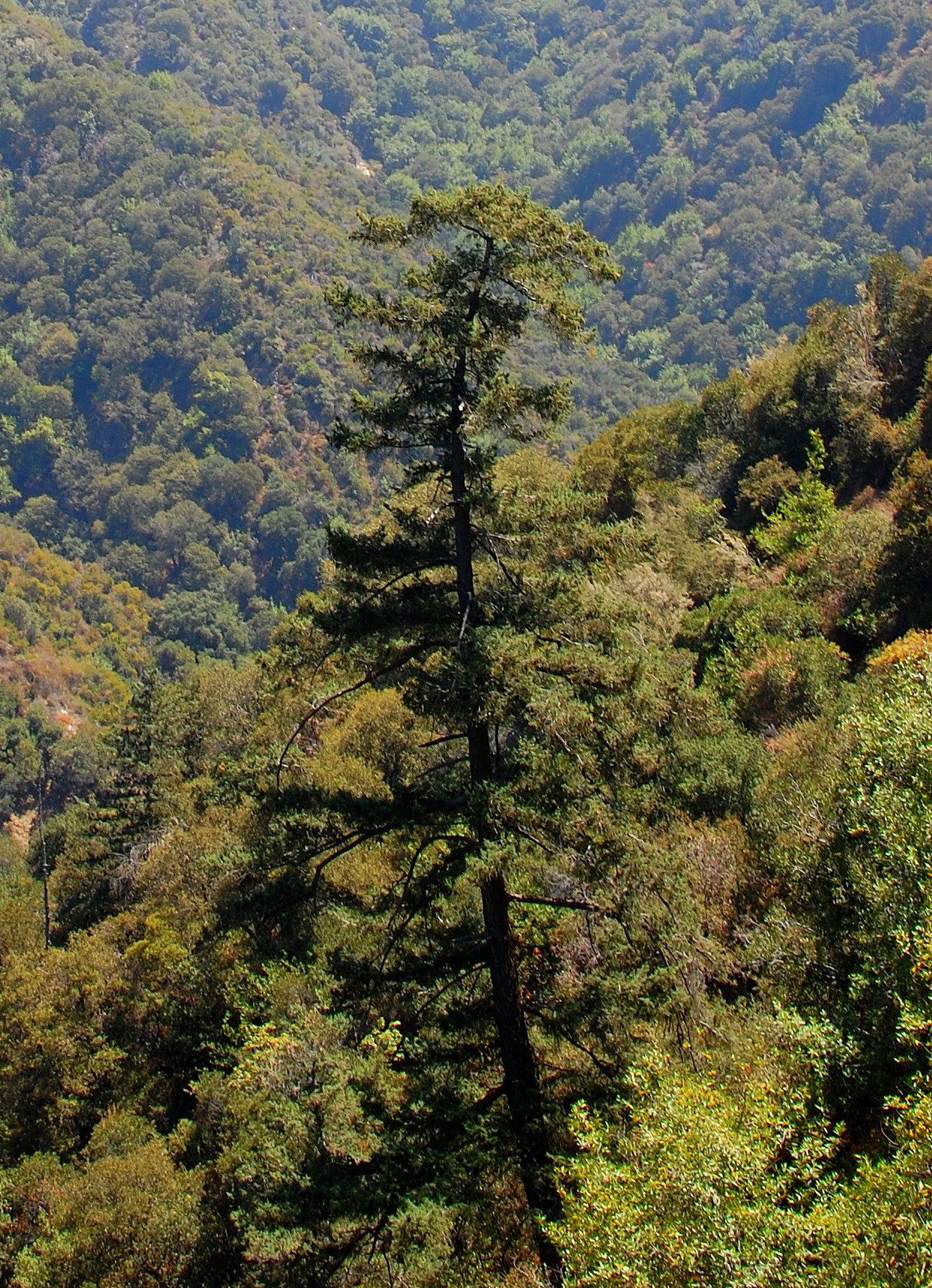
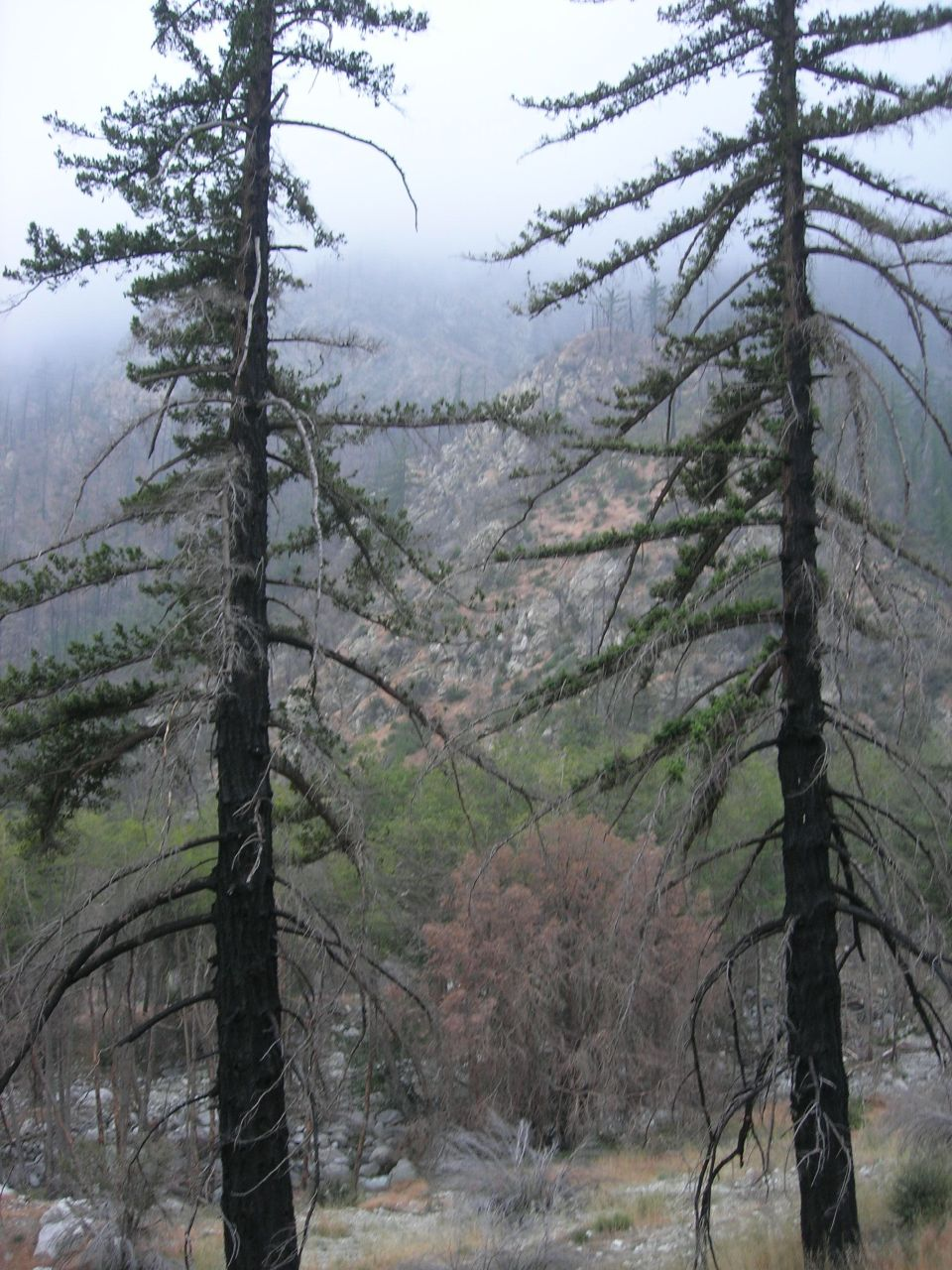
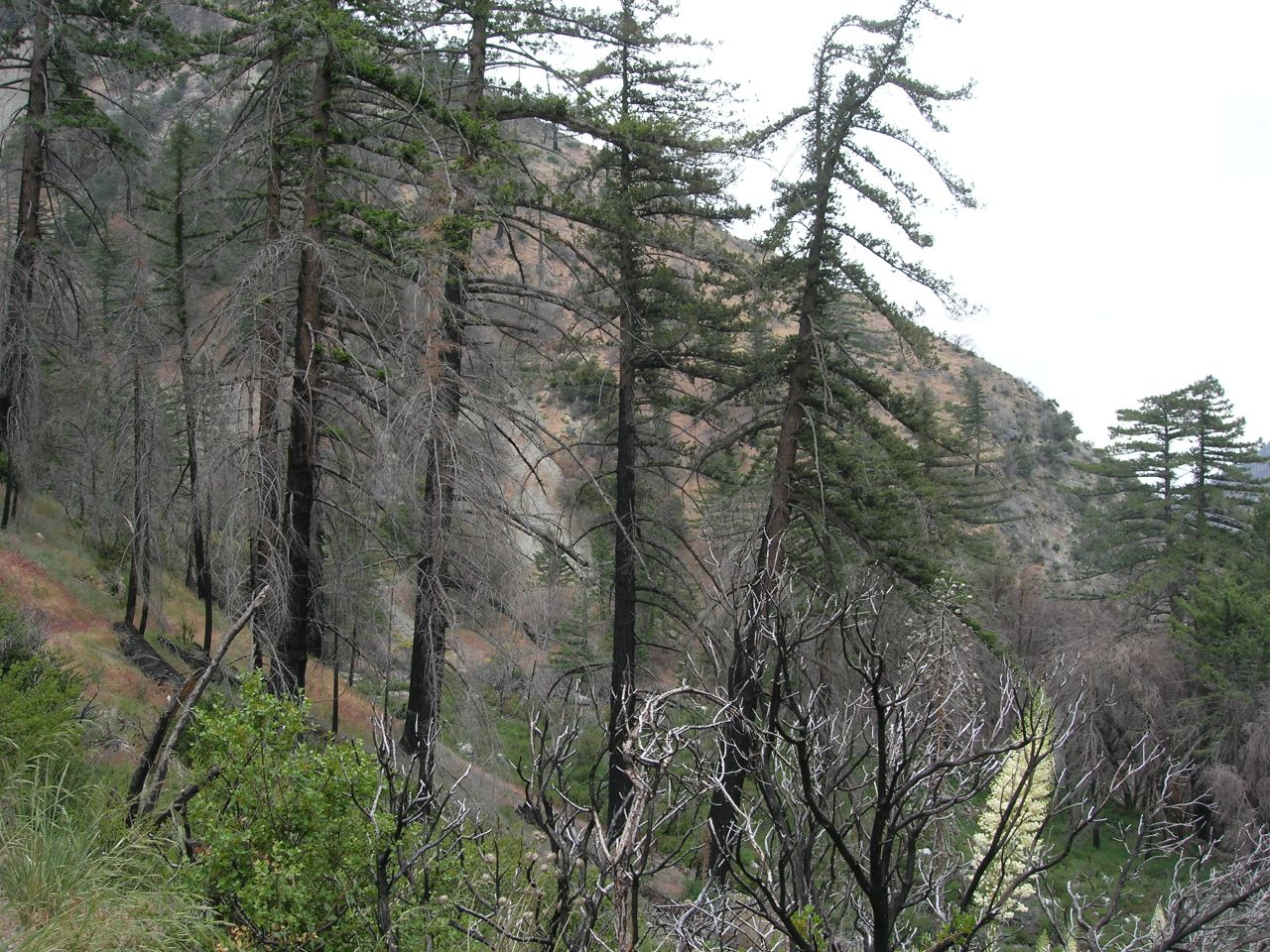
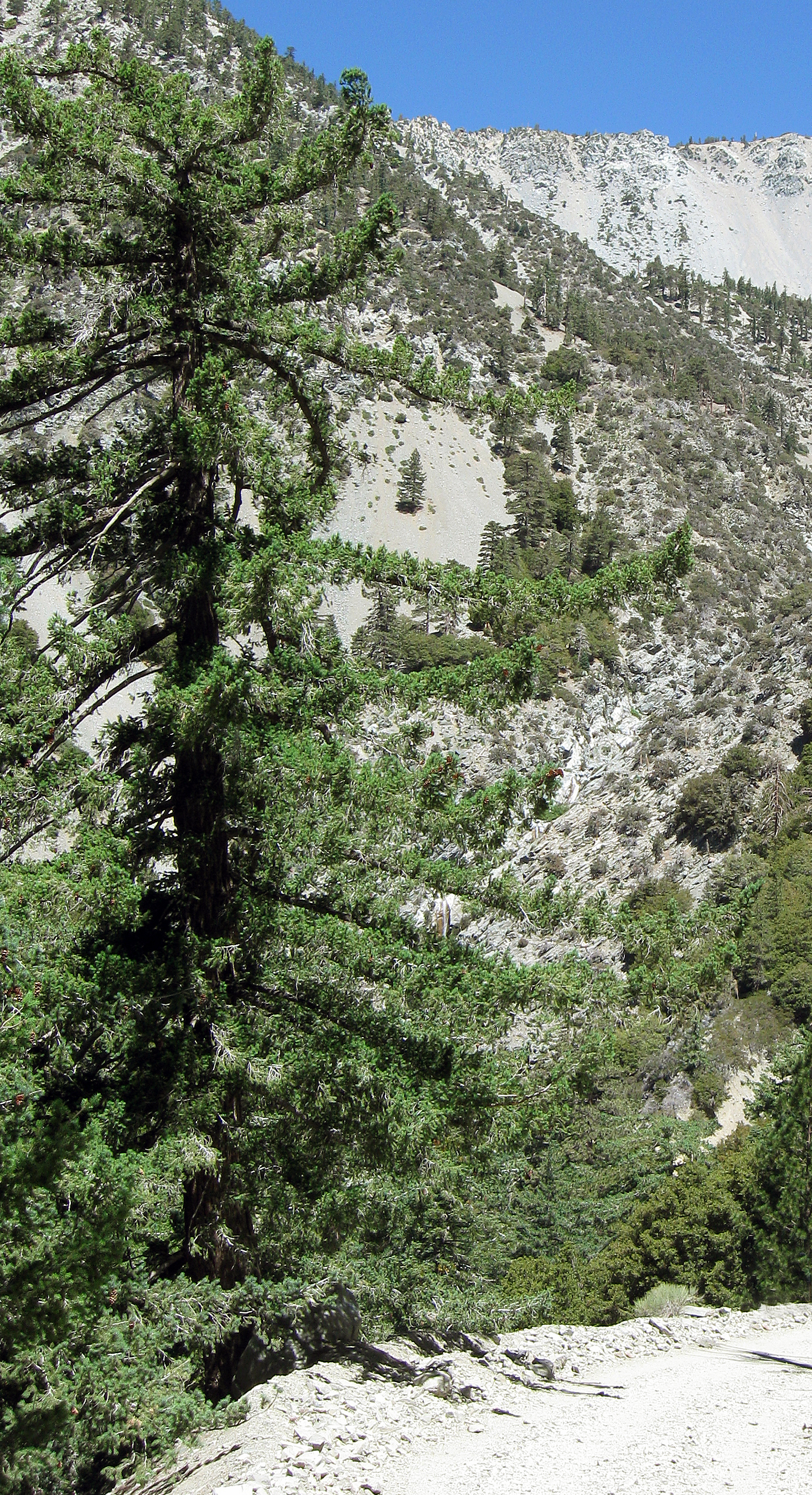